# Rupia índia
La rupia índia (en hindi भारतीय रुपया Bhāratīya rupayā o, simplement, रुपया rupayā; en anglès Indian rupee o, simplement, rupee) és la moneda de l'Índia. El codi ISO 4217 és INR i s'acostumava a abreujar amb els símbols habituals de la rupia en alfabet llatí: Rs. o ₨, o bé amb els símbols रू (en alfabet devanagari) o ৳ (en bengalí), fins que l'any 2010 va adoptar el nou símbol oficial actual: ₹. Es divideix en 100 paise (पैसे), en singular paisa (पैस).
A la major part del territori indi, la rupia és coneguda com a rupayā, rūpiyā, rūpāyi o qualsevol altre dels mots derivats del sànscrit rūpyakam (रूप्यकम्), que vol dir "moneda d'argent". Però en bengalí i les llengües assameses, la rupia es coneix com a taka (টাকা, símbol ৳), i així és com surt reflectida als bitllets de banc indis.
Les grans quantitats de rupies no se solen comptar en milions o bilions, sinó en lakhs (100.000) i crores (10.000.000).
La rupia índia també és moneda de curs legal a Bhutan (juntament amb el ngultrum) i també és àmpliament acceptada al Nepal (juntament amb la rupia nepalesa).

## Història
La primera rupia d'argent es creu que fou introduïda durant el regnat de Sher Shah Suri (1486-1545), a raó de 40 peces de coure (paise) per rupia. Els primers bitllets de rupies es van emetre al final del segle xviii, a càrrec del Banc de l'Hindustan, el Banc General de Bengala i Bihar i el Banc de Bengala, entre d'altres.

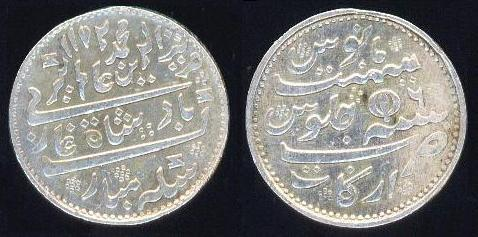
Antiga rupia d'argent de la Presidència de Madràs, de la Companyia de l'Índia Oriental Britànica (1817-1835)

Durant el període de dominació britànica i la primera dècada de la independència, la rupia es dividia en 16 annas. Cada anna se subdividia en 4 paise o 12 pies. Fins al 1815, la Presidència de Madràs també va emetre una moneda basada en el fanam, en què 12 fanams equivalien a una rupia.
Arran de la independència el 1947, la rupia índia va substituir totes les monedes dels antics estats autònoms, alguns dels quals havien emès rupies equivalents a les britàniques, com la de Travancore. D'altres monedes que foren substituïdes foren, per exemple, la rupia de Hyderabad i el kori de Kutch.
El 1957 es va dur a terme la decimalització i la rupia es va dividir en 100 naye paise (o noves paises, en hindi). Al cap d'uns anys, es va retirar el terme inicial "naye". De tota manera, encara hi ha molta gent que es refereix a les 25, 50 i 75 paises com a 4, 8 i 12 annes respectivament.
La rupia índia va substituir la rupia de l'Índia Danesa el 1845, la rupia de l'Índia Francesa el 1954 i l'escut de l'Índia Portuguesa el 1961. De fet, totes les monedes actuals anomenades rupia prenen el nom de la moneda índia.
El bitllet de denominació més alt mai imprès pel Reserve Bank of India va ser el bitllet de 10.000₹ el 1938 i de nou el 1954. El govern de l'Índia, per combatre l'evasió fiscal mitjançant diner negre que es manté fora del sistema econòmic formal ha desmonetitzat els bitllets de 1.000₹, 5.000₹ i 10.000₹ en 1946 i 1978, i en 2016 els bitllets de 500₹ i 1.000₹ de la sèrie de Mahatma Gandhi, emetent nous bitllets de 500₹ i 2.000₹ en substitució.

## Monedes i bitllets

Nou símbol de la rupia índia

Emesa pel Banc de Reserva de l'Índia (भारतीय रिज़र्व बैंक Bhāratīya Rizarva Bainka / Reserve Bank of India), en circulen monedes de 5, 10, 20, 25 i 50 paise i d'1, 2, 5 i 10 rupies, i bitllets de 5, 10, 20, 50, 100, rupies. Les monedes de valor més baix (5, 10 i 20 paise), tot i continuar tenint valor legal, circulen molt rarament i el banc central ja no n'encunya.
Cada bitllet, il·lustrat amb l'efígie del Mahatma Gandhi, té el seu valor escrit en 17 llengües diferents (en anglès i hindi al davant i en 15 més al darrere), que il·lustren la diversitat del subcontinent indi.

## Nou símbol de la rupia
El símbol de la rupia índia '₹' (adoptat oficialment l'any 2010) deriva de la consonant de l'alfabet devanagari "र" (ra) i de la lletra "R" de l'alfabet llatí. La primera sèrie de monedes amb el nou símbol de la rupia es va emetre el 8 de juliol del 2011.

## Taxes de canvi
- 1 EUR = 64.1 INR (13 de setembre del 2011)
- 1 USD = 46,4 INR (13 de setembre del 2011)